# Jankovics László
Jankovics (Jankovich) László (Budapest, 1900. március 25. – Sao Paolo, ?) közgazdász, pénzügyi szakember, a Magyar Nemzeti Bank alkalmazottja, felügyelője, főfelügyelője, igazgatóhelyettese  1924-1946 között. A külkereskedelmi parlamenti bizottság tagja.  1944. október 19 és 1945. március 1. között a Magyar Nemzeti Bank ügyvezető igazgatója.  Nevéhez köthető a MNB aranykészletének, személyzetének Ausztriába,  Spital am Pyhrnbe, sokszor konspiratív módon történő  menekítése és értékeinek megőrzése mind a nyilasok, mind a német hatóságok ellenében, illetve a szovjet előrenyomulás elől. Résztvevője az 1945 áprilisi banki ellenállási csoportnak, amely megakadályozta az értékek ismeretlen helyre történő továbbszállítását, amit a nyilas kormány és a német hatóságok rendeltek el. Az amerikai megszállás alatt lévő MNB-ben igazgatóként az aranykészlet mihamarabb Magyarországra való juttatásának egyik előmozdítója.

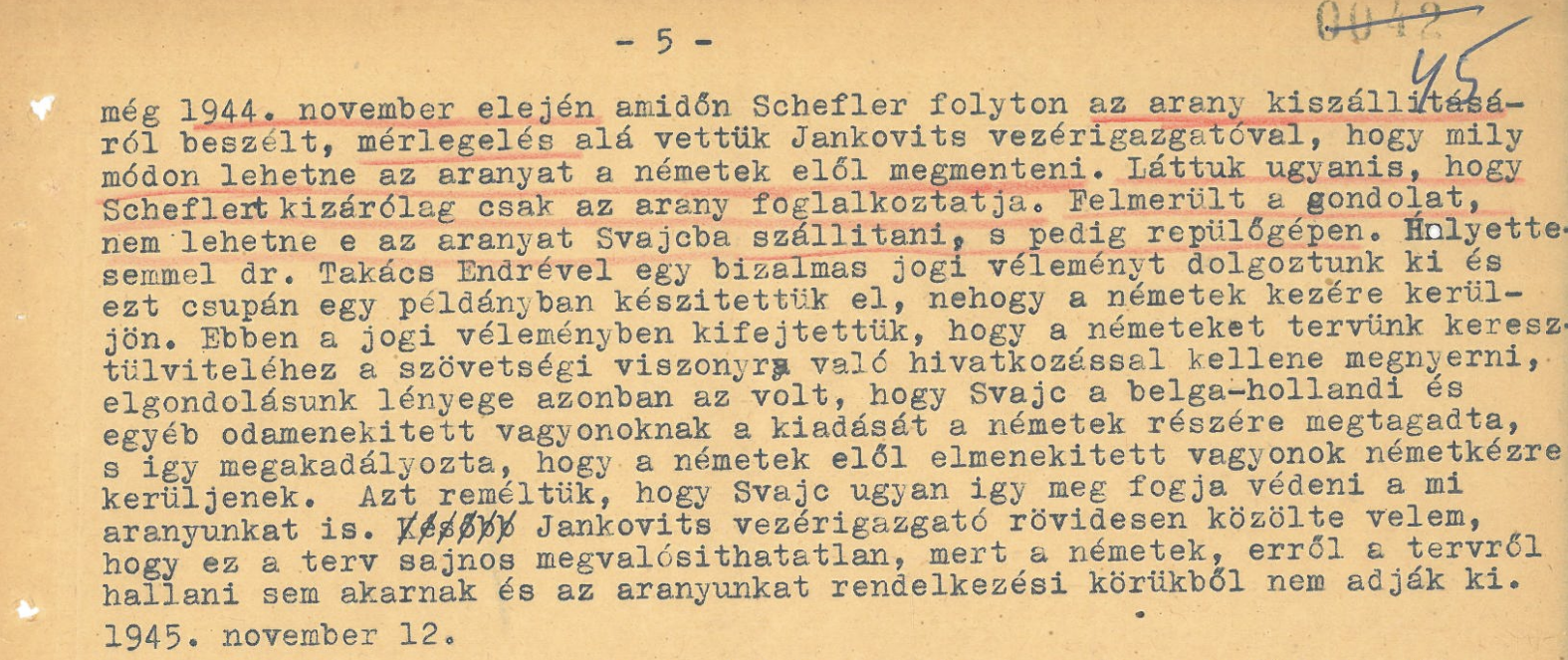
Népbírósági per kivonat

## Élete
Katolikus család második fiúgyermeke,  édesapja ügyvéd, a Friss Újság tisztviselője. Bátyja, Sándor állatorvos és ügyvéd, akit 1925. március 15-ei Habsburgellenes beszéde miatt felségsértés vádjával elítélnek, később a Függetlenségi 48-as és Kossuth Párt budapesti képviselőjelöltje. Lánytestvére Rab (Raab) István csokoládégyáros felesége.
László Budapesten érettségizik,  majd katonatiszti iskola elvégzése után a M. Kir. Közgazdaságtudományi Egyetemen szerez diplomát. Pályafutását a frissen alapított Magyar Nemzeti Bankban kezdi, ahol végigjárva a ranglétrát, az 1940-es évek elejétől már igazgatóhelyettesként devizaügyekkel foglalkozik, területe főleg a német márkához kötődő pénzforgalom volt,  illetve képviseli a Nemzeti Bankot a külügyi bizottság ülésein. 1919-1922 között, az egyetemi tanulmányai mellett a Pesti Hirlap parlamenti tudósítójaként dolgozik. A nyilas hatalomátvételkor kinevezik a közvetlen főnöke helyére ügyvezető igazgatónak. Ügyvezető igazgatóként mindent megtesz a MNB normális működésének fenntartása érdekében, illetve a Nyilas Párt befolyásának korlátozásáért. Befolyásának és szervezőképességének köszönhetően sikeresen akadályozza meg, hogy a Nemzeti Bank aranykészlete és a MNB őrzésére bízott nemzeti értékek kikerüljenek a bank felügyelete alól. 1945 elején, a már Ausztriában lévő banktól Temesváry László, a Nemzeti Bank elnöke szabotázs vádjával felmenti. Ekkor megkezdi rövid sorkatonai szolgálatát. 1945 áprilisában a visszavonuló magyar és német alakulatokkal együtt visszakerül Spital am Pyrhnbe. Itt tudja meg, hogy a már Németországban lévő nyilas kormány a bank vezetésében ekkorra többségbe került nyilas párti vezetőkkel egyetértésben döntött a Bank értékeinek ismeretlen helyre történő szállításáról. Ekkor csatlakozik a bank nyilas-ellenes vezetőinek szabotázs akciójához, és sikerül megmenteniük az állam által a bankra bízott értékeket az amerikai megszállásig, azaz 1945. május 9-ig. 1945 májusától az amerikai hadsereg felügyelete alatt álló bank egyik igazgatója. 1946-tól az US Army Magyar Javak Vagyonkezelésének Igazgatóságának alkalmazottja (amelynek vezetője a német megszálláskor hivatalából lemondott egykori MNB vezérigazgató, Quandt Richárd volt) annak 1947-es felszámolásáig. 1947-ben előbb Londonba emigrál, majd 1949-től Brazíliában telepedik le.

## Spital am Pyrhn-i események

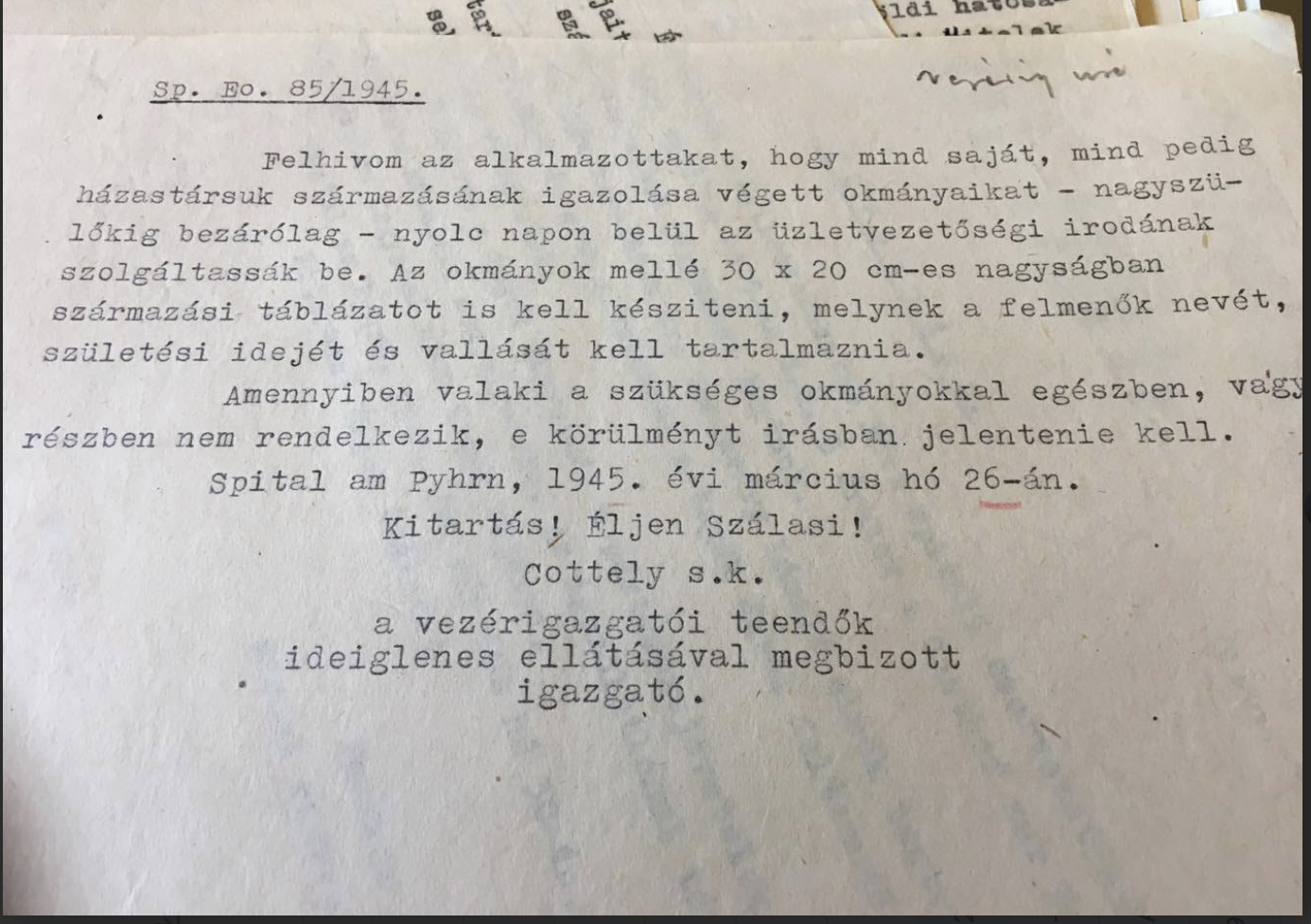
MNB Üv. határozat 1945. Március Spital am Pyhrn

A visszamaradt visszaemlékezések és háború utáni népbíróság perek anyagainak visszatérő eleme volt az MNB aranykészletek biztonságos helyre rejtése legalább a német megszállás első napjaitól folyamatosan. Komoly és titkos előkészületek folynak az aranykészlet Svájcba juttatásáról. Ez többször megjelenik Belatiny Iván, akkori vezérigazgató anyagaiban (ekkor Jankovich az ő helyettese volt), majd Jankovichnál is, illetve pont Torzsay-Biber vallomásának Jankovichcsal kapcsolatos pontján is. A háborús helyzet dinamikus változásával, hogy ezt teljesen konspiratív módon a bank vezetése lebonyolítsa, annak esélye valószínűleg minimális volt. 1944 őszén Endre László elrendelte a MNB értékeinek elszállítását, részben az MNB-t megkerülve. A veszprémi trezor kiürítésére kapkodva került sor. A Jankovich vezette ügyvezetés kétségbeesetten próbált az események élére állni és lassítani azokat. Végül a vonat a folyamatos ellenállásnak köszönhetően Sopron mellől csak 1945 január végén indul tovább, ekkor már biztosan Spital am Pyhrn felé, a banki ügyvitelhez szükséges hivatalnoki állománnyal , magyar csendőri alakulat védelme mellett.   
Jankovics Lászlónak kiemelt szerepe volt az emigrációban lévő Bank értékeinek megmentésében. A fellelt dokumentumok és önéletrajzi visszaemlékezések alapján 1945 március elején Temesváry László felmentette a tisztsége alól, amikor meg is kezdi a rövid ideig tartó sorkatonai kötelezettségét. Eltávolítása után a hatalmi túlsúlyba került nyilas szimpatizáns ügyvezetés igyekezett politikai ideológia szempontból is megfelelni. Például az egész ott tartózkodó személyzetet kötelezték, hogy készítsenek származási kimutatást. Illetve mindenkit köteleztek a Pártba történő belépésre. Jankovics nem sokkal később a visszavonuló magyar és német alakulatokkal együtt, immár honvédtisztként hamarosan újra a térségbe kerül és felveszi a kapcsolatot a nyilas kollaborációt szabotáló banki igazgatókkal, mint a rangidős Frank Károllyal, Tornay Edgárral, Torzsay-Biber Gyulával, Tarnay Frigyessel és Ladányi Frigyessel. A háború utolsó heteiben az események felgyorsultak, mivel a banki ügyvezetőség beleegyezett Temesváry László  és egyben a már német emigrációban lévő Szálasi-kormány döntésébe, a banki vagyon ismeretlen helyre (Tirol irányában) történő továbbszállításáról. Ennek keretében 1945 április végére 5 tehervagont rendeltek Spital am Pyhrnbe. Cselekedni kellett. Feltételezhetően Frank Károly szervezésben ( A visszaemlékezések szerint az ő spitali lakásában beszélték meg a szabotázs részleteit ) a következőkre került sor:  Cottely István kinevezett vezérigazgatót zsarolással, fenyegetéssel és/vagy meggyőzéssel ráveszik az együttműködésre, illetve Jankovics és a Sopronyi-Thurner Mihály Heeresgruppe Süd O.Q összekötő tiszteknek kiadva magukat, hamis paranccsal a linzi a Wirtschaftsamtnál elérik az igényelt tehervagonok Spital am Pyrhnből történő eltérítését. Ezenkivül május elején három angolul jól beszélő banktisztviselő (Tarnay Frigyes, Tornay Edgár és Bethlen Géza) elindul Salzburg illetve Linz irányába a frontvonalon keresztül, hogy felvegyék a kapcsolatot az amerikai parancsnoksággal. A várható közeli német összeomlással párhuzamosan Spital am Pyrhnben osztrák nemzetőrség alakul egy bécsi rendőrfelügyelő, dr. Emil Pasquali rendőrőrnagy vezetésével, aki megállapodott a bankot felügyelő magyar csendőr parancsnokkal a banki arany további őrzéséről. Pasquali rendőrőrnagyot a május 5-én megjelent Wehrmacht alakulatok később kivégzik, illetve másnap Cottely-t a helyi katonai parancsnok fenyegetéssel megpróbálja rávenni az értékek átadására, ami a Cottely István lélekjelenlétének és a pár órára rá bevonuló amerikai csapatoknak köszönhetően végül meghiúsul. A német összeomlás utolsó napjaiban nem csak a körzetben lévő német katonai vezetés, hanem a linzi gauleitner is a Bank értékeinek biztonságos elhelyezéséről próbált meg rendelkezni. Valószínűleg a banki tisztviselőknek sikerült az érdeklődő feleket egymás ellen kijátszaniuk.  Május 10-én megkezdődik a banki javak leltárba vétele, majd a CIC (Counter Intelligence Corps) nyomozása, ennek keretében a banki tisztviselők kihallgatása, aminek eredményeképpen megtörténik Temesváry László elnök és Fazekas Emil igazgató letartóztatása. A nyomozást egy magyar származású CIC tiszt vezeti, William I. DeHuszar. Május 14-én banki tanács döntése érdekében helyreállítják a nyilas hatalomátvétel előtti struktúrát a bankban, aminek értelmében  Torzsay-Biber Gyula lesz az új vezérigazgató és dr. Frank Károly lesz az általános helyettese és többek közt Jankovics László hivatalosan is visszakerül a bankhoz, az emigrációs bank hivatalos feloszlatásáig. Eközben a bank értékeinek elszállítása megtörténik Frankfurt am Mainba. Az 1944. október 17. után vezető tisztséget betöltő banki alkalmazottak közül csak ketten lettek felelősségre vonva; Temesváry Lászlót életfogytiglanira ítélik (majd 1956-ban szabadul), illetve Torzsay-Biber Gyula kerül még a Népbíróság elé, de végül őt részben felmentették a vádak alól, itélethozatal után szabadlábra engedték. Fazekas Emil hadifogolytáborba kerül, majd később a nácitlanító program keretében végül szabadlábra kerül és az emigrációban szervezi tovább a magyar nyilas mozgalmat haláláig. Pohrer Elek, aki ugyancsak a Temesváry féle elnökség nevezett ki az Ügyvezetői Tanácsba a háború végi időkben eltűnt. Feltételezhetően az USA-ba emigrált. A többi vezető banki alkalmazottak többsége sohasem tér vissza Magyarországra, aki igen - többek közt dr. Frank Károlyra - b-listázás, illetve kitelepítés várt. 1945 folyamán a Spital am Pyrhnben lévő Bank vezetői az bank vagyonának hazaszállításával kapcsolatban 2 frakcióra szakadnak. Torzsay-Biber Gyula vezette csoport igyekezett megakadályozni a bank vagyonának Magyarországra juttatását, arra hivatkozva, hogy a szovjet megszállás alatt lévő országban lévő újraszerveződő Nemzeti Bank nem legitim.  A másik csoport, amit egyértelműen Frank Károlyhoz, majd később Quandt Richárdhoz kapcsolódik a Bank vagyonának Magyarországra való szállítását szorgalmazta. Feltételezhetően ez az elfajuló vita vezethetett oda, hogy Torzsay-Biber bankigazgatót az amerikai hatóságok Magyarországra szállították - több nyilas vezető társaságában - , ahol háborús bűncselekmények elkövetésének gyanújával Népbíróság elé állították. Végül a bank vagyona Magyarországra kerül és teremti meg a lehetőséget a Forint, az új pénzeszköz 1946-os bevezetésre.